# Tratado de Medina del Campo (1489)
O Tratado de Medina del Campo foi um acordo desenvolvido em 26 de março de 1489 entre a Inglaterra e a nascente Espanha. Suas disposições atingiram três objetivos: o estabelecimento de uma política comum para os dois países em relação à França, a redução de tarifas entre os dois países e, mais centralmente, o arranjo de um contrato de casamento entre Arthur Tudor, filho mais velho de Henrique VII da Inglaterra, e Catarina de Aragão, filha de Isabel I de Castela e Fernando II de Aragão. O tratado foi assinado em 27 de março pelos soberanos espanhóis, mas sua ratificação por Henrique não ocorreu até setembro de 1490 pelo Tratado de Woking.